# FS Lublin
FS Lublin – samochód osobowo-dostawczy klasy średniej produkowany przez polskie przedsiębiorstwo FS w latach 1993–1998, pod południowokoreańską marką Daewoo jako Daewoo Lublin w latach 1998–2001, przez polskie przedsiębiorstwo Andoria jako Andoria Lublin w latach 2001–2003, pod brytyjsko-rosyjską marką Intrall jako Intrall Lublin w latach 2003–2007, pod polską marką DZT jako DZT Pasagon w latach 2011–2012 oraz pod polską marką Honker jako Honker Van w latach 2012–2013.

## Historia i opis pojazdu

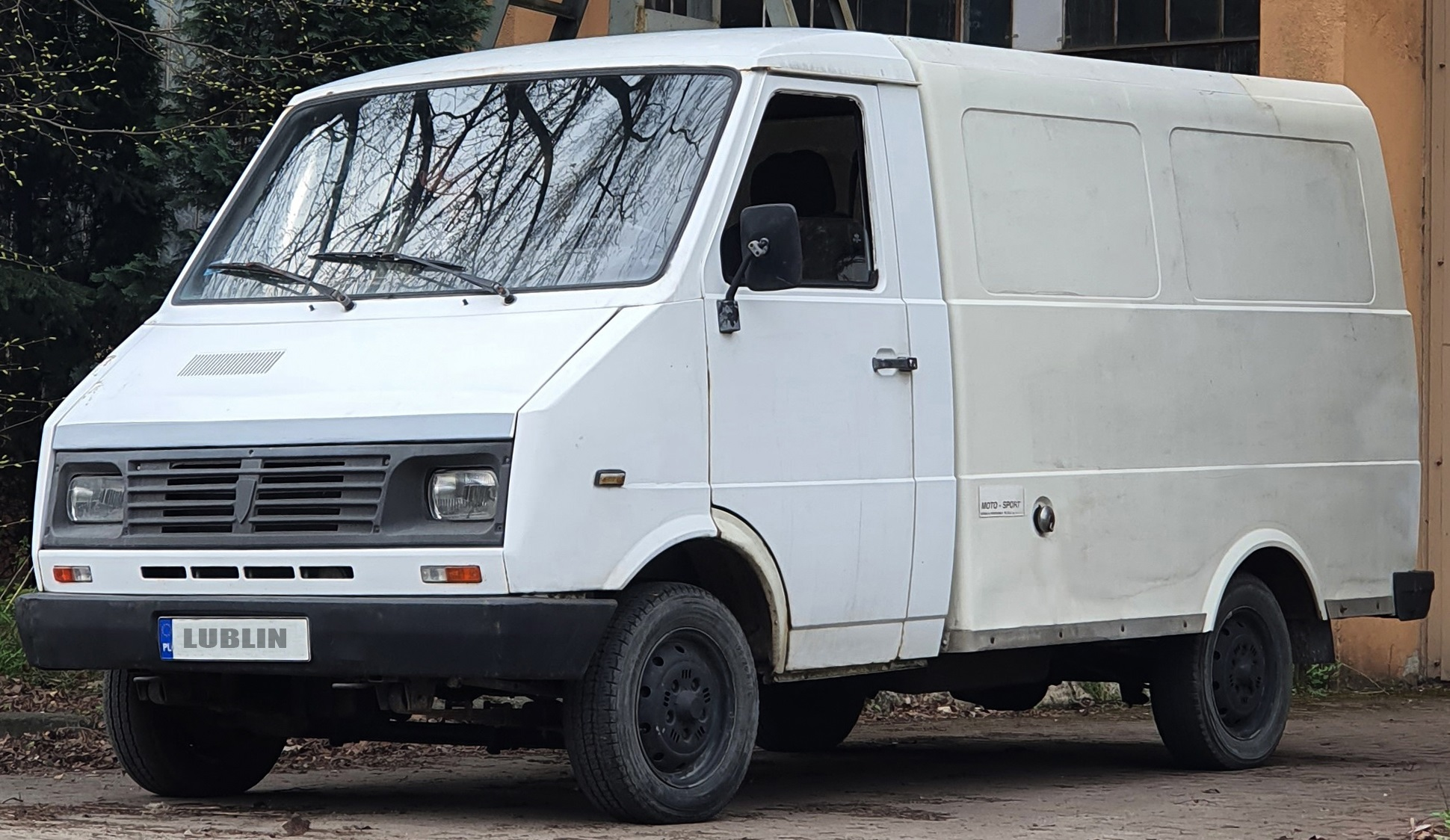
FS Lublin 3392 – jeden z pierwszych Lublinów, z nadwoziem furgon z laminatu

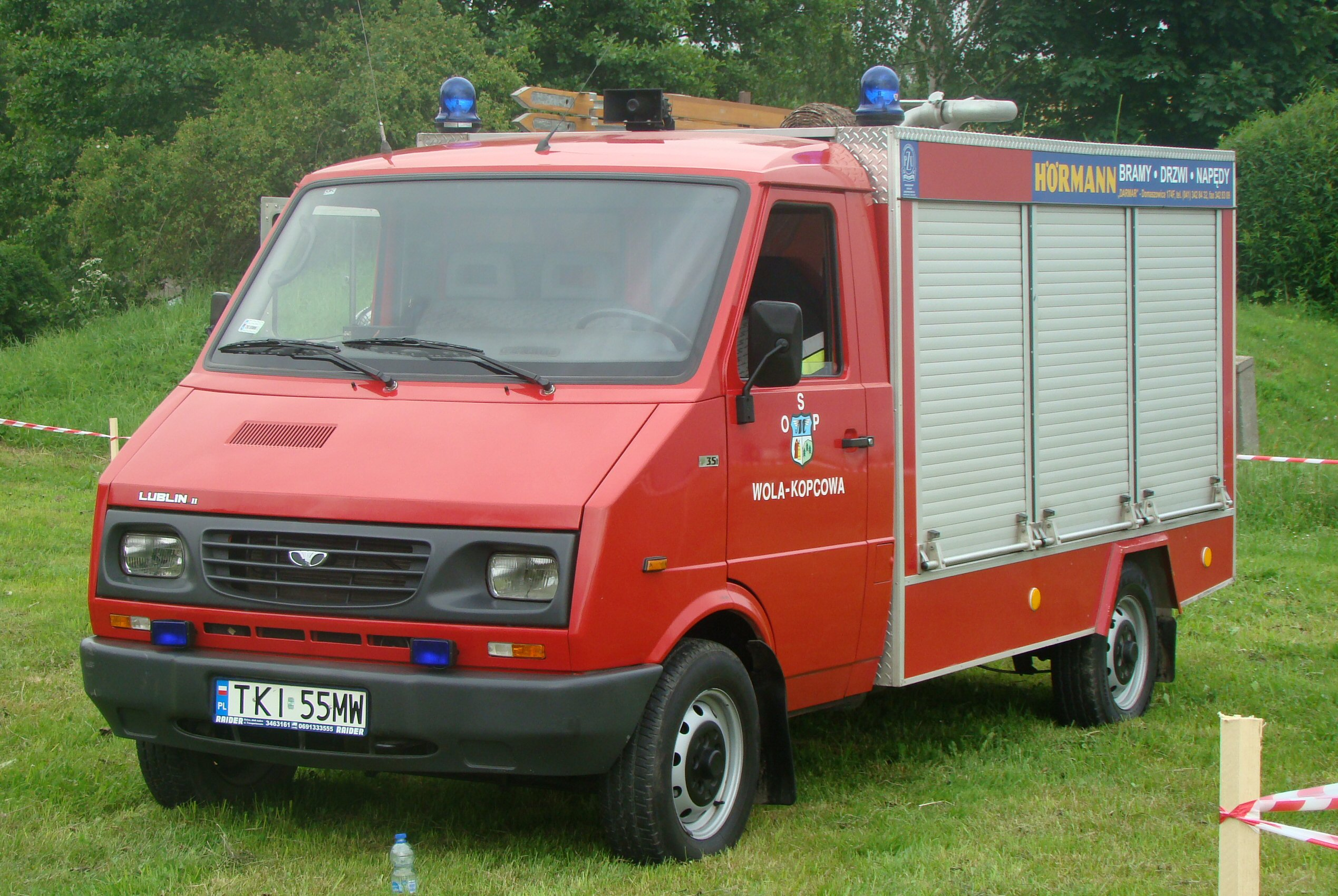
Daewoo Lublin II jako samochód pożarniczy

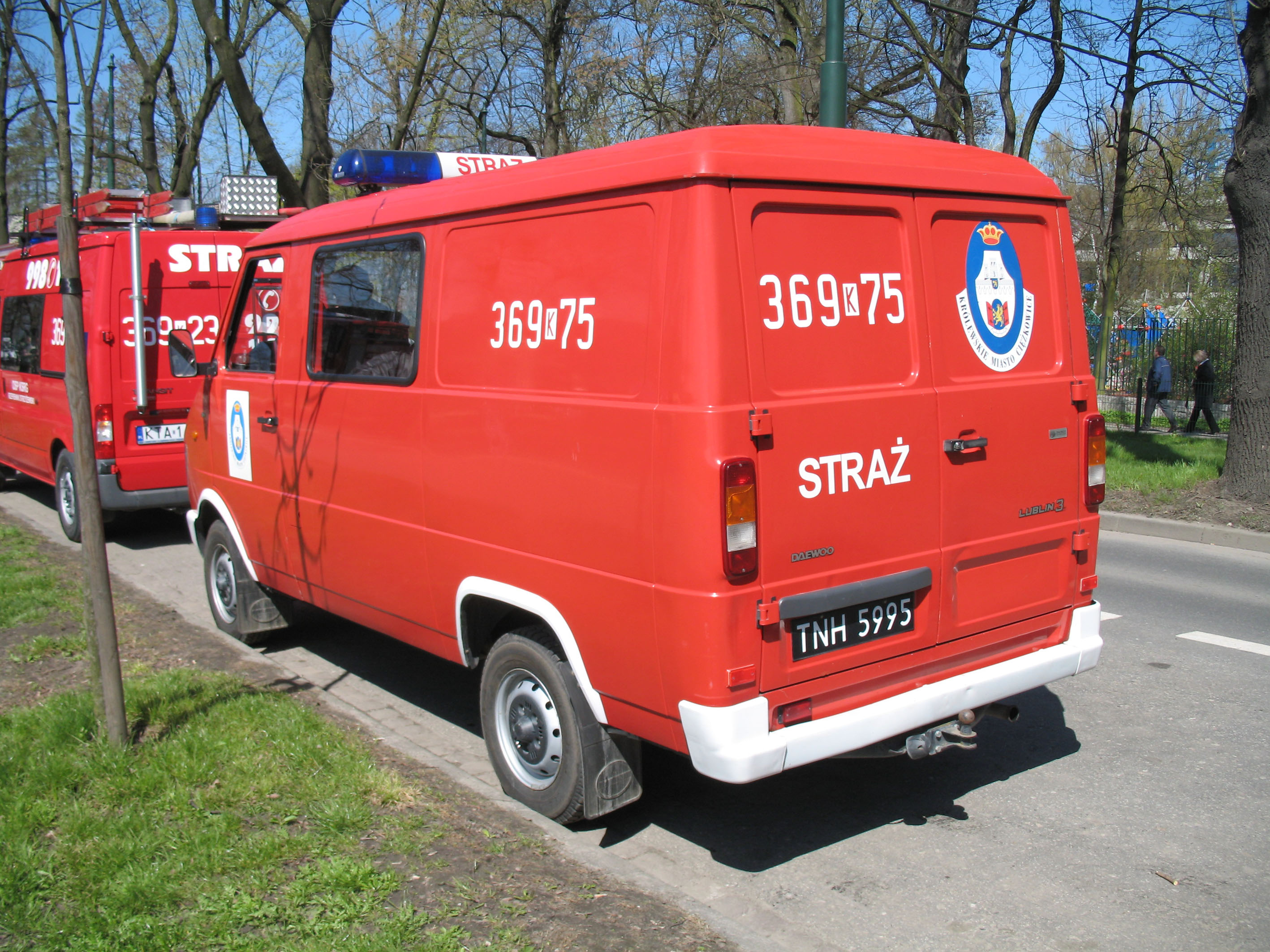
Daewoo Lublin 3 – tył pojazdu

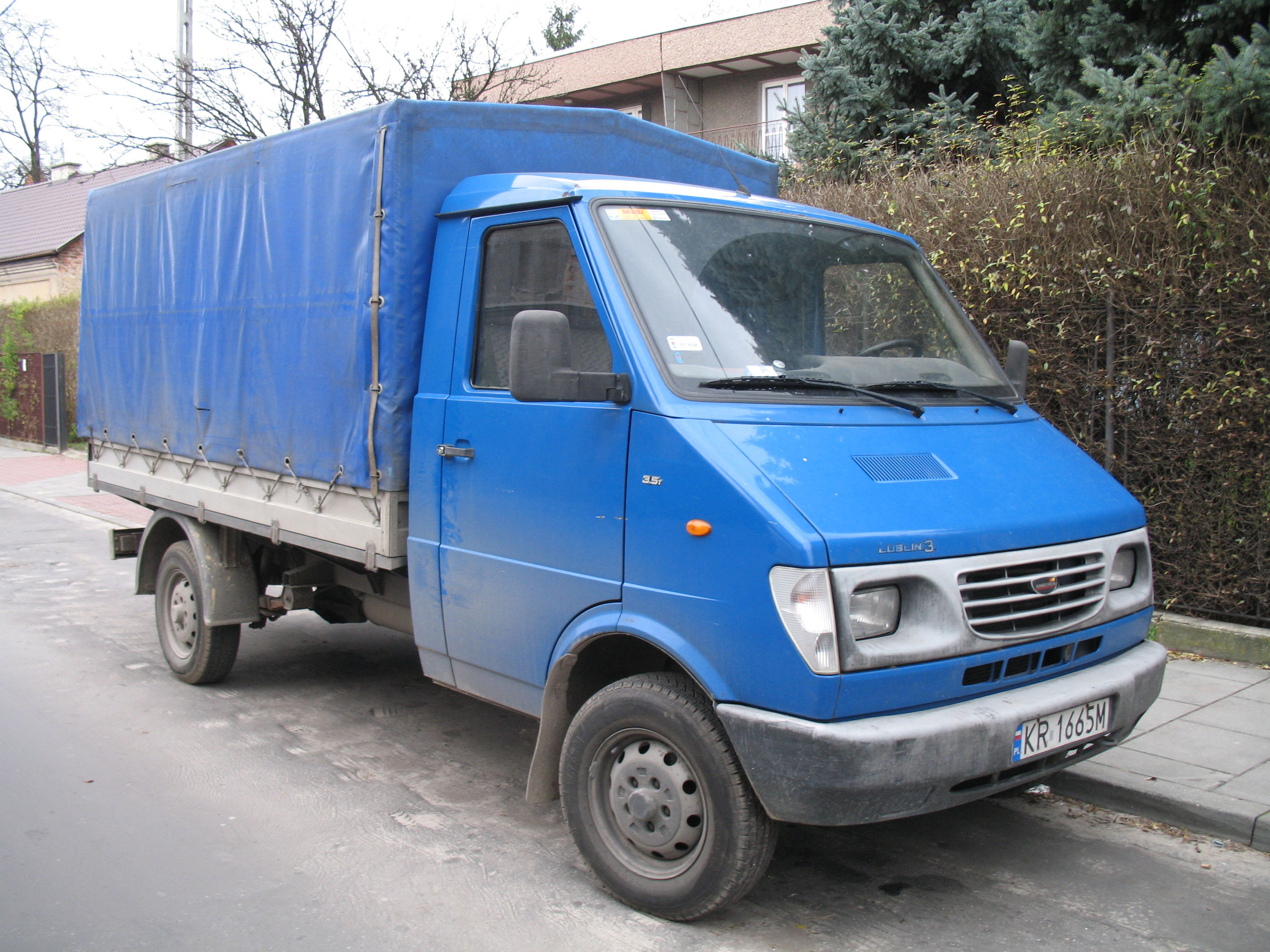
Andoria Lublin 3 w wersji skrzyniowej

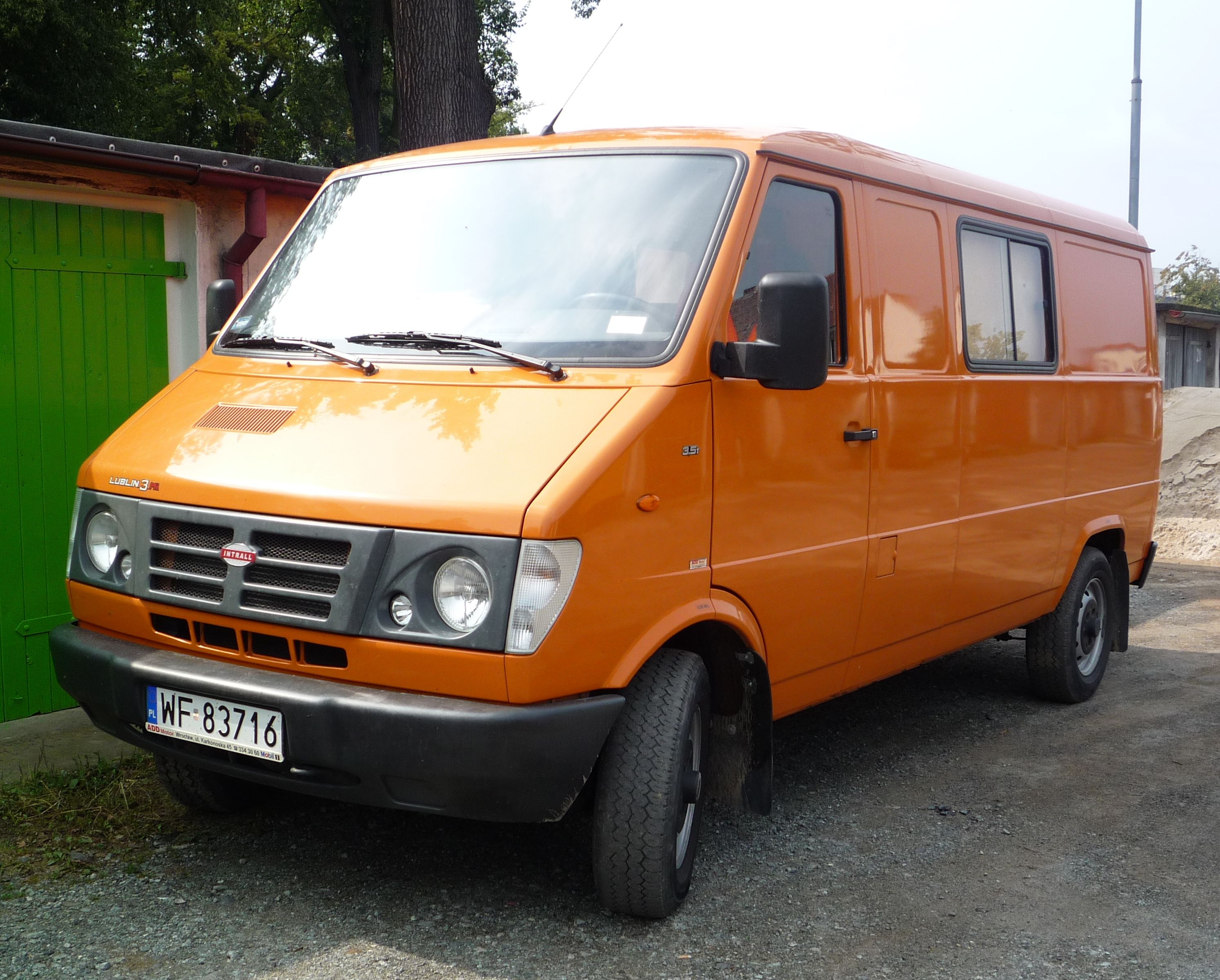
Intrall Lublin 3Mi

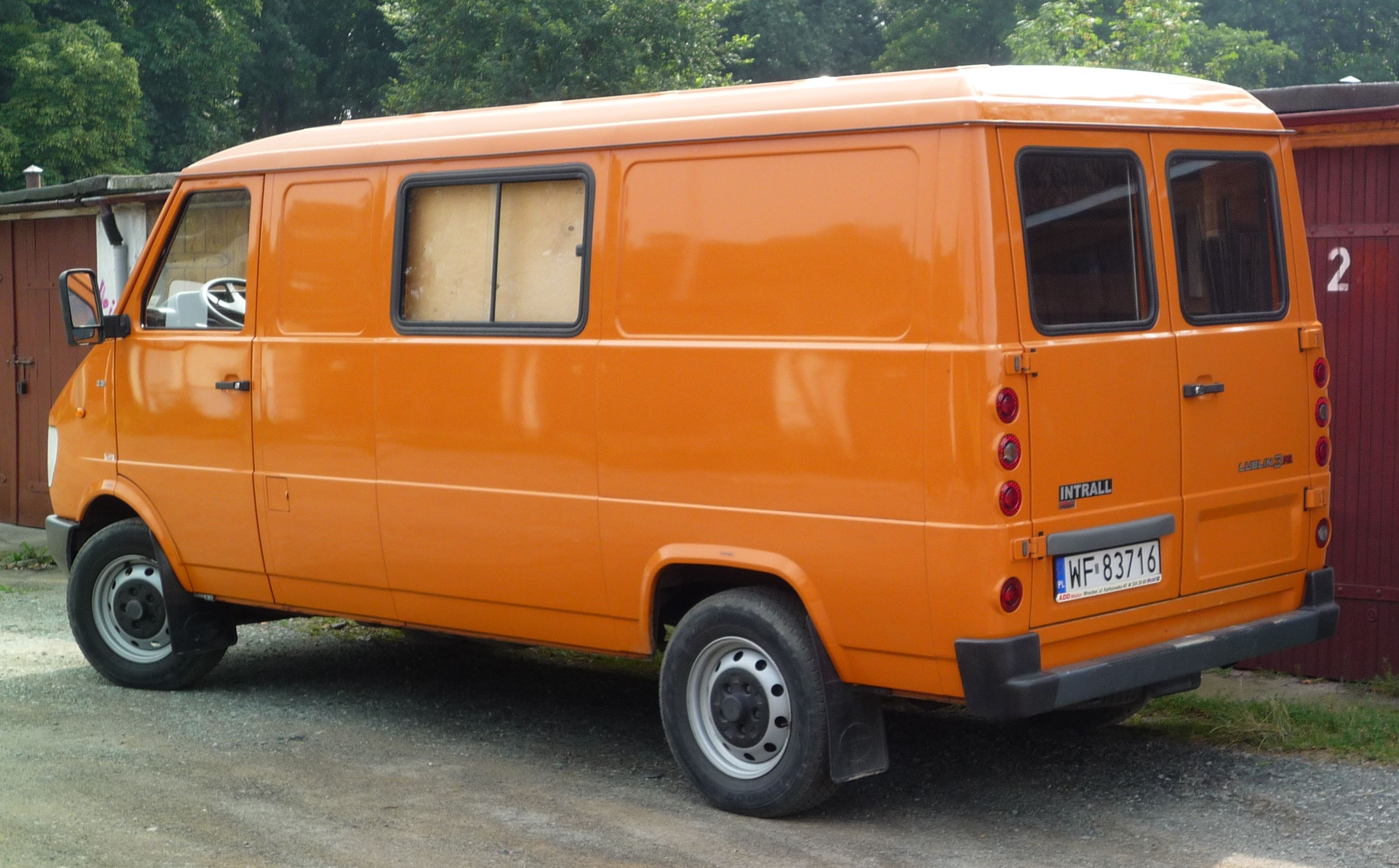
Intrall Lublin 3Mi – tył pojazdu

### Protoplaści
Pod koniec lat 70. i przez całe lata 80. w lubelskiej fabryce, a także we współpracy z ZSD w Nysie powstawały zunifikowane ze sobą prototypy samochodów dostawczych, które charakteryzowały się dość nowoczesną na ówczesne czasy sylwetką i bardzo dużym podobieństwem do seryjnie produkowanego później Lublina. Prace miały na celu stworzyć następcę dla przestarzałego już Żuka oraz Nysy. Efektem prac były m.in. prototypy Lublin 25 i 35 oraz Nysa 321, 25 oraz 325 (w tym egzemplarz z napędem na cztery koła). Z nieznanych powodów produkcji pojazdów nie uruchomiono. Prawdopodobnie wprowadzenie pojazdów do produkcji wstrzymane było ze względów politycznych. W 1974 roku w fabryce Andoria z Andrychowa rozpoczęto konstruowanie zupełnie nowego silnika wysokoprężnego polskiej konstrukcji. W 1976 i 1979 roku silnik ten testowano w brytyjskim instytucie badawczym Ricardo. Z uwagi na brak możliwości rozpoczęcia seryjnej produkcji pojazdu, silnik pozostał w fazie prototypu

### FS Lublin
15 października 1993 roku rozpoczęto rozruch linii produkcyjnych skonstruowanego w fabryce modelu Lublin 33 z silnikiem 4C90 o mocy 72 KM, który z czasem zastąpił Żuka. Początkowo do produkcji wprowadzono jedynie podwozie z różnymi rodzajami zabudowy (skrzynia ładunkowa, kontener, nadwozie typu furgon z laminatu). Od 1996 roku dostępne były również turbodoładowane silniki 4CT90 o mocy podwyższonej do 90 KM oraz benzynowy 2,0 MPFI o mocy 105 KM (wyprodukowano małą liczbę aut z tym silnikiem) koncernu General Motors. Integralny furgon pojawił się w produkcji we wrześniu 1996 roku a rok później jego wersja z podwyższonym dachem.

### Daewoo Lublin
W 1997 roku rozpoczęto produkcję znacznie zmodernizowanego Lublina II. W aucie tym zastosowano nową skrzynię biegów, wspomaganie układu kierowniczego, hamulce tarczowe na przód oraz inną atrapę wlotu powietrza, nową deskę rozdzielczą (wzorowaną w oparciu o deskę rozdzielczą Polonezów z serii Plus) i kierownice od poloneza z napisem DMP oraz wiele innych mniejszych zmian. Pod koniec roku do oferty dołączyła wersja o dopuszczalnej masie całkowitej 3,5 t oraz z silnikiem benzynowym 2,2 C22 NED o mocy 117 KM, australijskiego przedsiębiorstwa Holden należącego do koncernu GM.
Od 1996 do 2001 roku montaż Lublinów odbywał się w rumuńskich zakładach Daewoo Automobile Romania w Krajowej. Natomiast od 1997 roku do 1999 r. montaż Lublinów odbywał się w czeskiej fabryce Avia.
W 1999 roku do sprzedaży wszedł zmodernizowany Lublin 3. W nadwoziu dokonano niewielkich zmian, pojawiły się nowe lampy kierunkowskazów i świateł postojowych zamontowane w narożnikach nadwozia. Poprawiono zabezpieczenie antykorozyjne, pojawiła się nowa skrzynia biegów firmy Kia (z FPS Tczew w opcji) oraz nowy wał napędowy.

### Andoria i Intrall
Po ogłoszeniu upadłości fabryki jesienią 2001 roku przejęła ją fabryka silników Andoria z Andrychowa, wiosną 2002 roku wznowiono produkcję Lublinów, pod koniec 2003 roku prawa do produkcji przejęła spółka Intrall Polska, uruchamiając ponownie produkcję z początkiem 2004 r. W 2005 roku wprowadzono zmodernizowanego Lublina 3Mi. Nowy model otrzymał zmieniona atrapę wlotu powietrza z okrągłymi lampami, w wersji furgon pojawiły się nowe tylne lampy kierunkowskazów i świateł stop, które zostały rozmieszczone podobnie jak w Żuku. Do oferty dołączył również silnik 2,8 l Iveco 8140.43S o mocy 125 KM. W 2006 roku silnik 4CT90 zastąpiony został jednostką 4CTi90 wyposażony w intercooler i o mocy podwyższonej do 102 KM. W grudniu 2007 roku produkcja została wstrzymana ze względu na upadłość Intralla. Od 2004 roku odbywał się montaż Lublinów 3Mi w systemie SKD w zakładach Unison we wsi Obczak pod Mińskiem. Przez krótki okres Lublin 3Mi oferowany był również w Niemczech pod nazwą Intrall L3.
W maju 2009 roku spółka DZT Tymińscy zakupiła od syndyka masy upadłościowej Daewoo Motor Polska, prawa do produkcji samochodów Honker i Lublin oraz niezbędne do produkcji samochodów oddziały dawnych zakładów DMP.

### DZT Pasagon

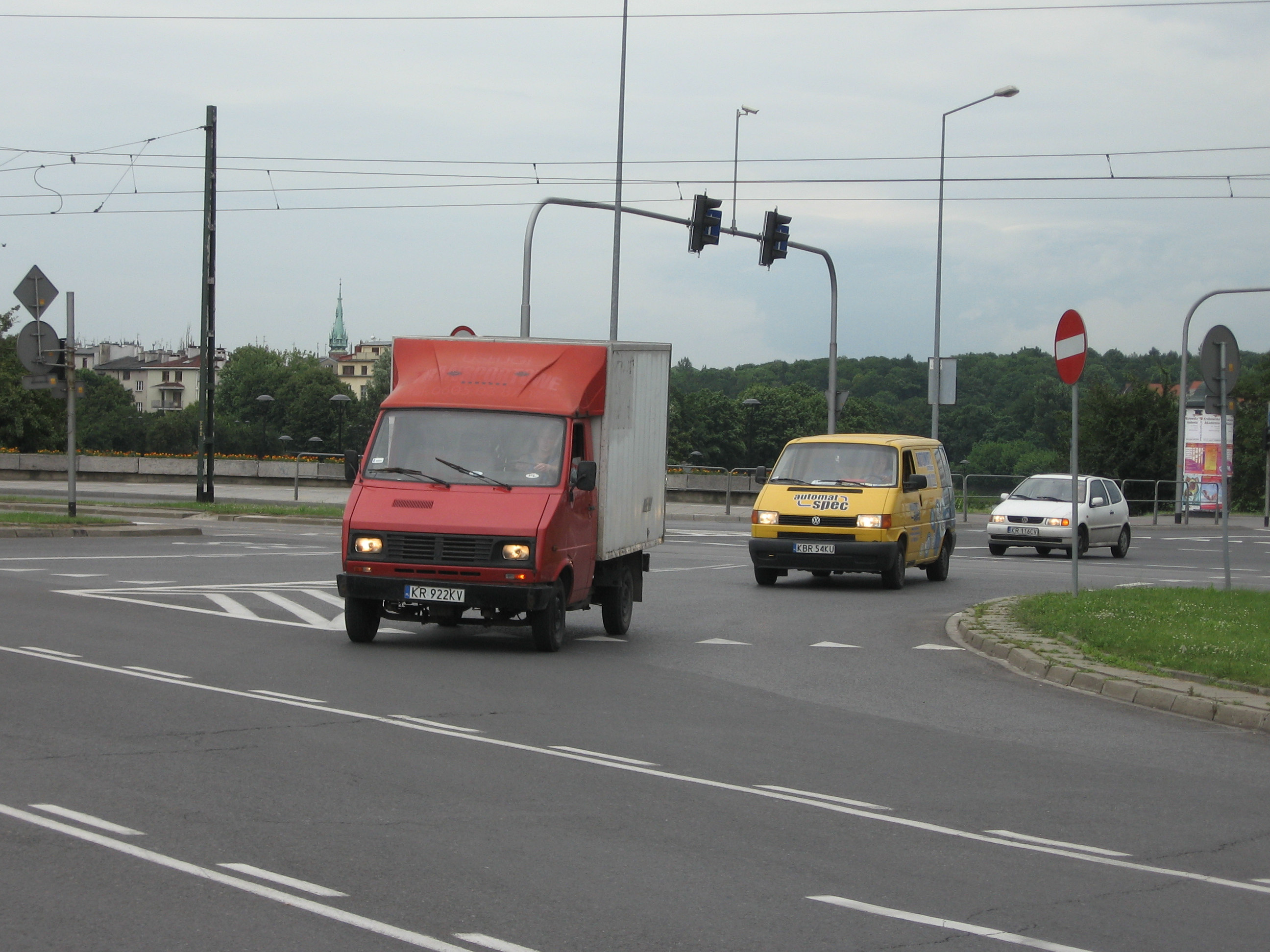
FS Lublin 1 w krakowie

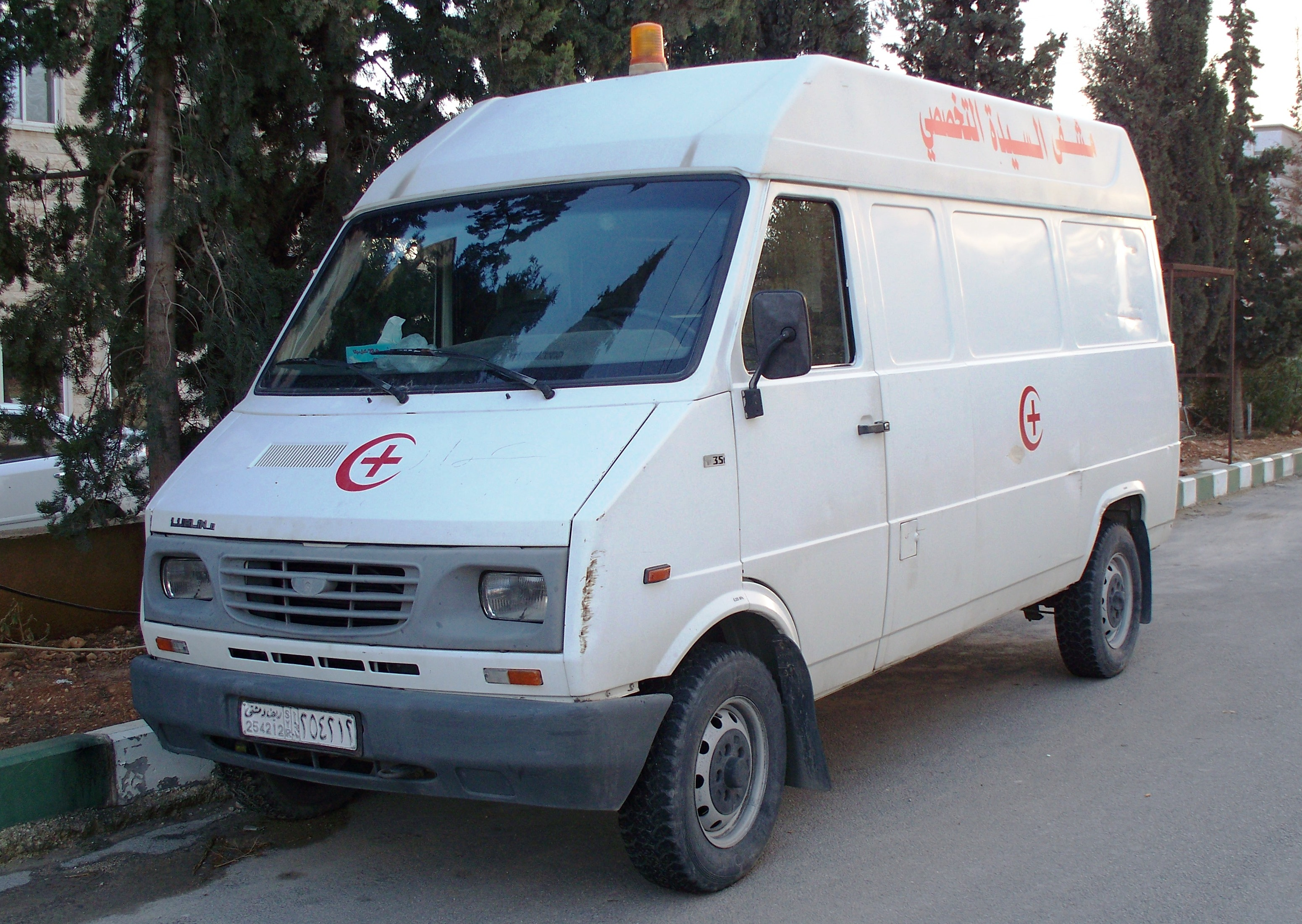
Daewoo Lublin II w Syrii

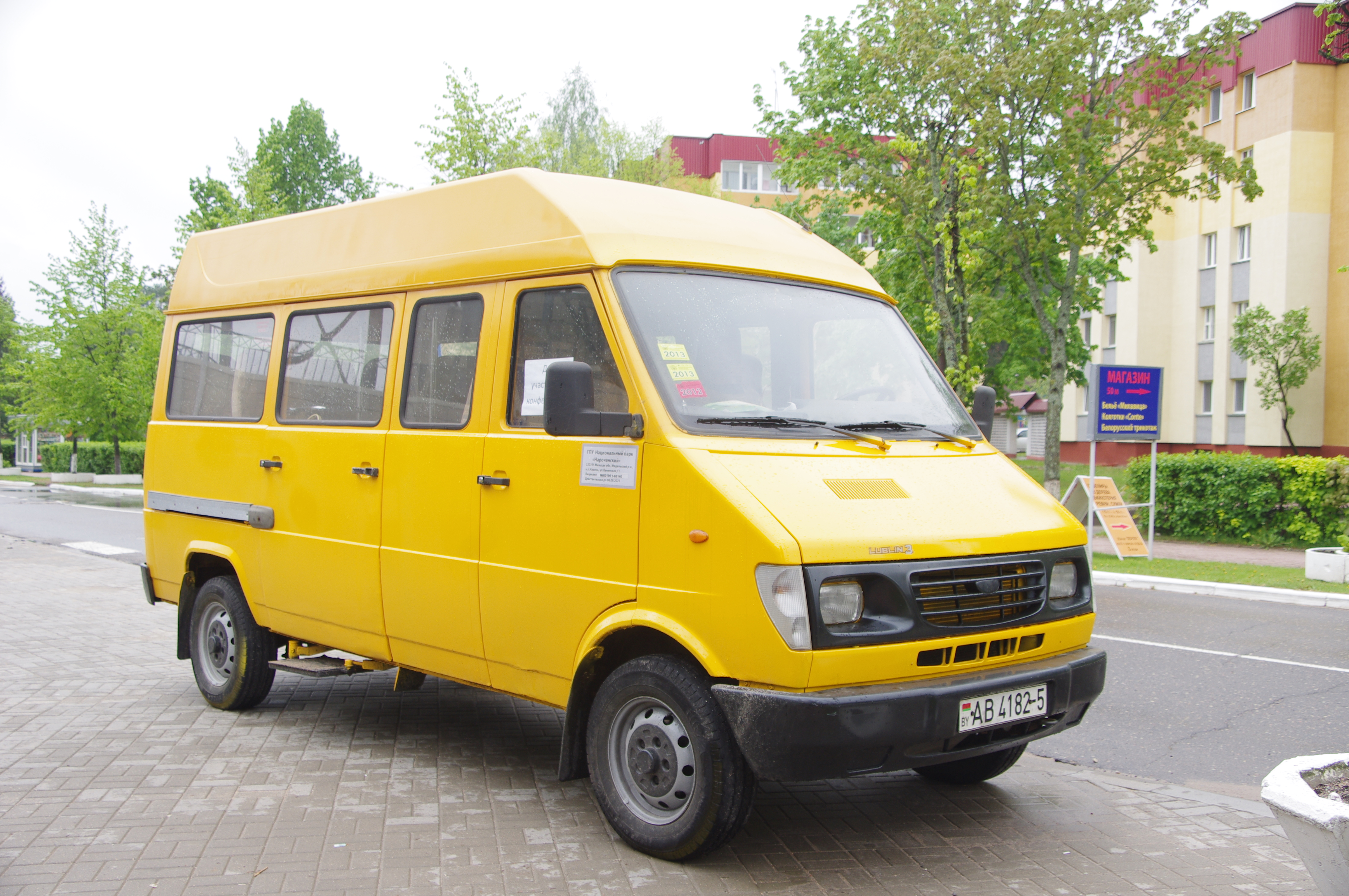
Intrall Lublin 3 na Białorusi

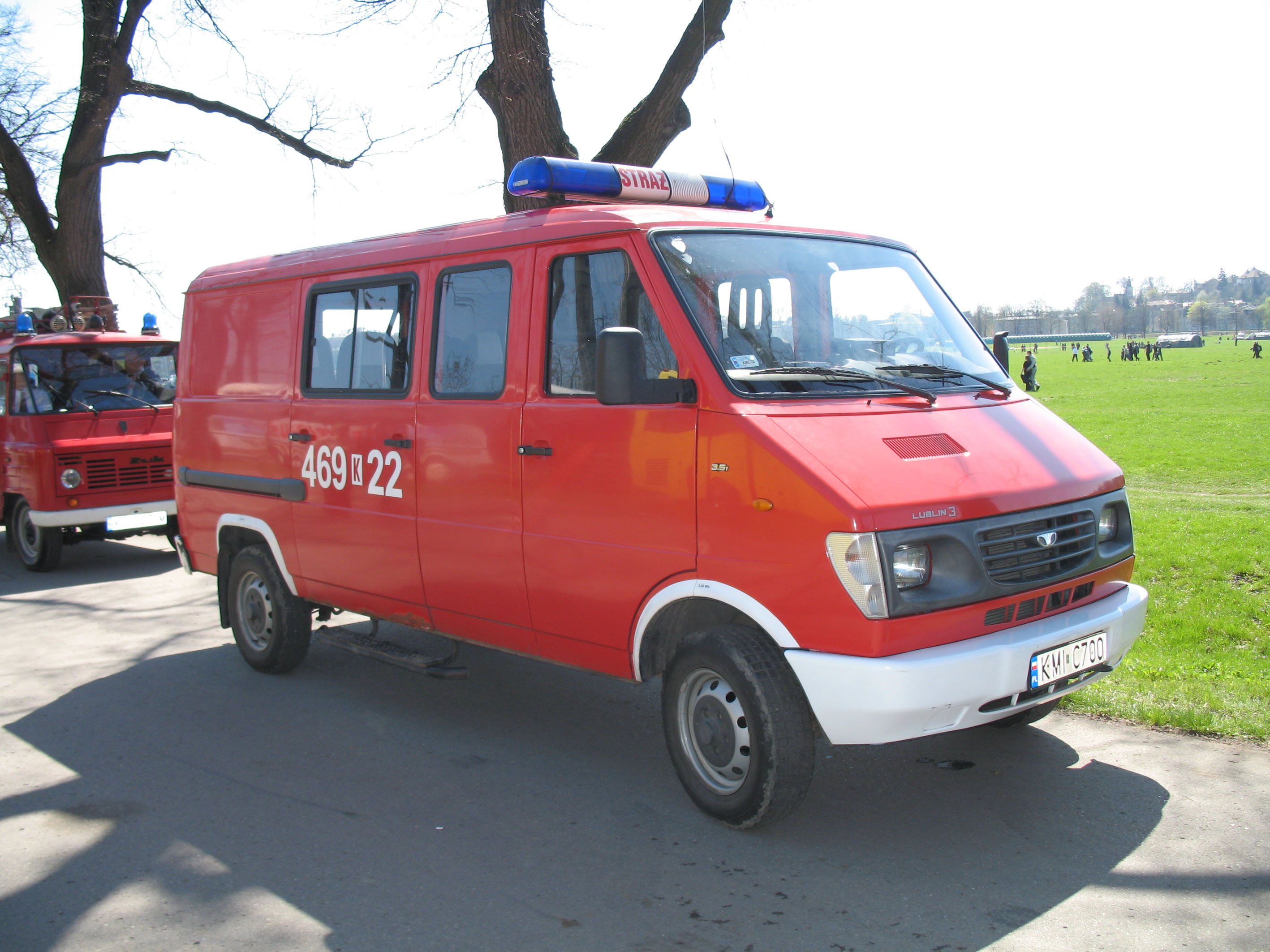
Daewoo Lublin 3 w wersji pożarniczej

Oprócz prac nad wdrożeniem do produkcji samochodu terenowego Honker, przystąpiono do modernizacji modelu Intrall Lublin. Rezultatem tych działań był samochód DZT Pasagon, w którym wprowadzono zmiany mające na celu dostosowanie pojazdu do nowych norm technicznych oraz odświeżenie stylizacji nadwozia w stosunku do poprzednika. Powiększono komorę silnika oraz całkowicie zmieniono przednią cześć nadwozia. Pasagon po raz pierwszy przedstawiony został w sierpniu 2010 roku podczas V Międzynarodowych Siemiatyckich Targów Pogranicza, jednak oficjalna prezentacja nastąpiła 16 września 2010 roku, na terenie zakładu produkcyjnego. Produkcję seryjną rozpoczęto 3 stycznia 2011 roku. Według informacji serwisu moto.pl w okresie od stycznia do sierpnia 2012 r. sprzedano 23 egzemplarze Pasagona, w tym jeden klientowi indywidualnemu.
Do napędu pojazdu zastosowano wyposażony we wtrysk Common rail, 4-cylindrowy, rzędowy silnik wysokoprężny typu Andoria ADCR o pojemności skokowej 2636 cm³, mocy 85 kW (115 KM) i maksymalnym momencie obrotowym 250 Nm. Początkowo silnik spełniał normę czystości spalin Euro 4, a od maja 2011 roku również Euro 5. Jednostka napędowa zblokowana została z 5-biegową manualną skrzynią biegów, poprzez którą napęd przekazywany był na tylne koła. Zawieszenie pojazdu stanowiła sztywna belka przednia oraz tylny most napędowy, które oparte były na podłużnych resorach piórowych oraz amortyzatorach hydraulicznych. Honker Cargo w stosunku do modelu Lublin 3Mi oferowany był jedynie w odmianach z dłuższą ramą i rozstawie osi wynoszącym 3433 mm.

### Koniec produkcji
We wrześniu 2012 roku po raz ostatni zmieniono nazwę pojazdu z DZT Pasagon na Honker Van, potem na Honker Cargo. Rok później, w 2013 roku produkcja samochodu osobowo-dostawczego po 20 latach i wielu nazwach oraz zmieniających się przedsiębiorstwach, została ostatecznie zakończona bez następcy. 3 lata później ostatnie przedsiębiorstwo, które zajmowało się produkcją samochodu pod marką Honker, Fabryka Samochodów Honker, ogłosiło upadłość.

## Dane techniczne
| Wersja                | Silnik:                  | Producent:            | Średnica × skok tłoka: | St. sprężania:        | Moc maksymalna:                    | Maks. moment obrotowy      | 0-100 km/h:           | V-max:                |
| Silniki wysokoprężne: | Silniki wysokoprężne:    | Silniki wysokoprężne: | Silniki wysokoprężne:  | Silniki wysokoprężne: | Silniki wysokoprężne:              | Silniki wysokoprężne:      | Silniki wysokoprężne: | Silniki wysokoprężne: |
| --------------------- | ------------------------ | --------------------- | ---------------------- | --------------------- | ---------------------------------- | -------------------------- | --------------------- | --------------------- |
| 2,4 4C90              | R4 2,4 l (2417 cm³), OHC | Andoria               | 90,00 mm × 95,00 mm    | 20,6                  | 70 KM (51,5 kW) przy 4200 obr./min | 146 N•m przy 2500 obr./min | b.d.                  | 104 km/h              |
| 2,4 4CT90             | R4 2,4 l (2417 cm³), OHC | Andoria               | 90,00 mm × 95,00 mm    | 20,6                  | 90 KM (66 kW) przy 4100 obr./min   | 195 N•m przy 2500 obr./min | b.d.                  | 120 km/h              |
| 2,4 4CTi90            | R4 2,4 l (2417 cm³), OHC | Andoria               | 90,00 mm × 95,00 mm    | 20,6                  | 102 KM (75 kW) przy 4100 obr./min  | 230 N•m przy 2500 obr./min | b.d.                  | 126 km/h              |
| 2,6 ADCR              | R4 2,6 l (2636 cm³), OHC | Andoria               | 94,00 mm × 95,00 mm    | 17:1                  | 115 KM (85 kW) przy 3700 obr./min  | 250 N•m przy 2400 obr./min | b.d.                  | b.d.                  |
| 2,8 8140.43S          | R4 2,8 l (2798 cm³)      | Iveco                 | b.d.                   | b.d.                  | 125 KM (92 kW) przy 3800 obr./min  | 290 N•m przy 1800 obr./min | b.d.                  | 140 km/h              |
| Silniki benzynowe:    |                          |                       |                        |                       |                                    |                            |                       |                       |
| 2,0 MPFI              | R4 2,0 l (1998 cm³)      | GM                    | b.d.                   | b.d.                  | 105 KM (77 kW) przy 5000 obr./min  | 165 N•m przy 3000 obr./min | b.d.                  | b.d.                  |
| 2,2 C22NED            | R4 2,2 l (2197 cm³)      | GM                    | b.d.                   | b.d.                  | 117 KM (85 kW) przy 4800 obr./min  | 178 N•m przy 2800 obr./min | b.d.                  | b.d.                  |